# Вахула Іван Васильович
Іва́н Васи́льович Вахула (15 січня 1967, Старий Яр,  — 28 серпня 2014, Георгіївка) — український військовик, старший сержант 24-ї окремої механізованої бригади Збройних сил України, учасники російсько-української війни.

## Короткий життєпис
Народився 15 січня 1967 року в селі Старий Яр Яворівського району Львівської області.
Був дуже побожною людиною, прислуговував у місцевій церкві. Як кажуть сусіди, мав «золоті руки» і всім допомагав. Подружжю Бог дітей не дав, дружина здавна подалася на заробітки до Італії, звідки її роками не далося чути. До війни їздив на заробітки, довгий час був на Майдані під час Революції гідності.
На фронт пішов добровольцем, у військкоматі до 10 разів відмовляли за віком. З 24 травня 2014 року — старший сержант, командир відділення 24-ї окремої Залізної механізованої бригади.
Загинув у боях за Георгіївку.
Без Івана лишились мама; старший брат та дві сестри.
Похований у селі Старий Яр 3 вересня 2014 року.

## Нагороди та вшанування
За особисту мужність і героїзм, виявлені у захисті державного суверенітету та територіальної цілісності України, вірність військовій присязі під час російсько-української війни, відзначений — нагороджений:
- 14 березня 2015 року — орденом «За мужність» III ступеня (посмертно).[1]
- Його портрет розміщений на меморіалі «Стіна пам'яті полеглих за Україну» у Києві: секція 3, ряд 3, місце 26.
- Вшановується 28 серпня на щоденному ранковому церемоніалі вшанування українських захисників, які загинули цього дня у різні роки внаслідок російської збройної агресії[2]
- в серпні 2018 року на фасаді оновленого Народного дому села Старий Яр відкрито меморіальну дошку Івану Вахулі[3]